# Миронова, Екатерина Степановна
Екатери́на Степа́новна Миро́нова (3 ноября 1977, Красноярск) — российская скелетонистка, выступавшая за сборную России с 1999 года по 2008 год. Принимала участие в зимних Олимпийских играх в Солт-Лейк-Сити, где заняла седьмое место. Наивысшее достижение — серебряная медаль на чемпионате мира 2003 года в Нагано.
Имеет звания мастера спорта международного класса по скелетону и мастера спорта по бобслею. Чемпионка мира по скелетон-стартам (2003). Миронова четыре раза становилась чемпионкой России по скелетону (2000, 2003—2005), один раз выигрывала Кубок России (2004).
Сезон 2007—2008 Миронова пропустила из-за рождения ребёнка и, спустя некоторое время, объявила о завершении спортивной карьеры.